# Снежатно
Снежатно (словен. Snežatno) — поселення в общині Брда, Регіон Горишка, Словенія. Висота над рівнем моря: 164,6 м.